# Eupithecia autumnalis
Eupithecia autumnalis là một loài bướm đêm trong họ Geometridae.